# جانشینی امپراتوری روم

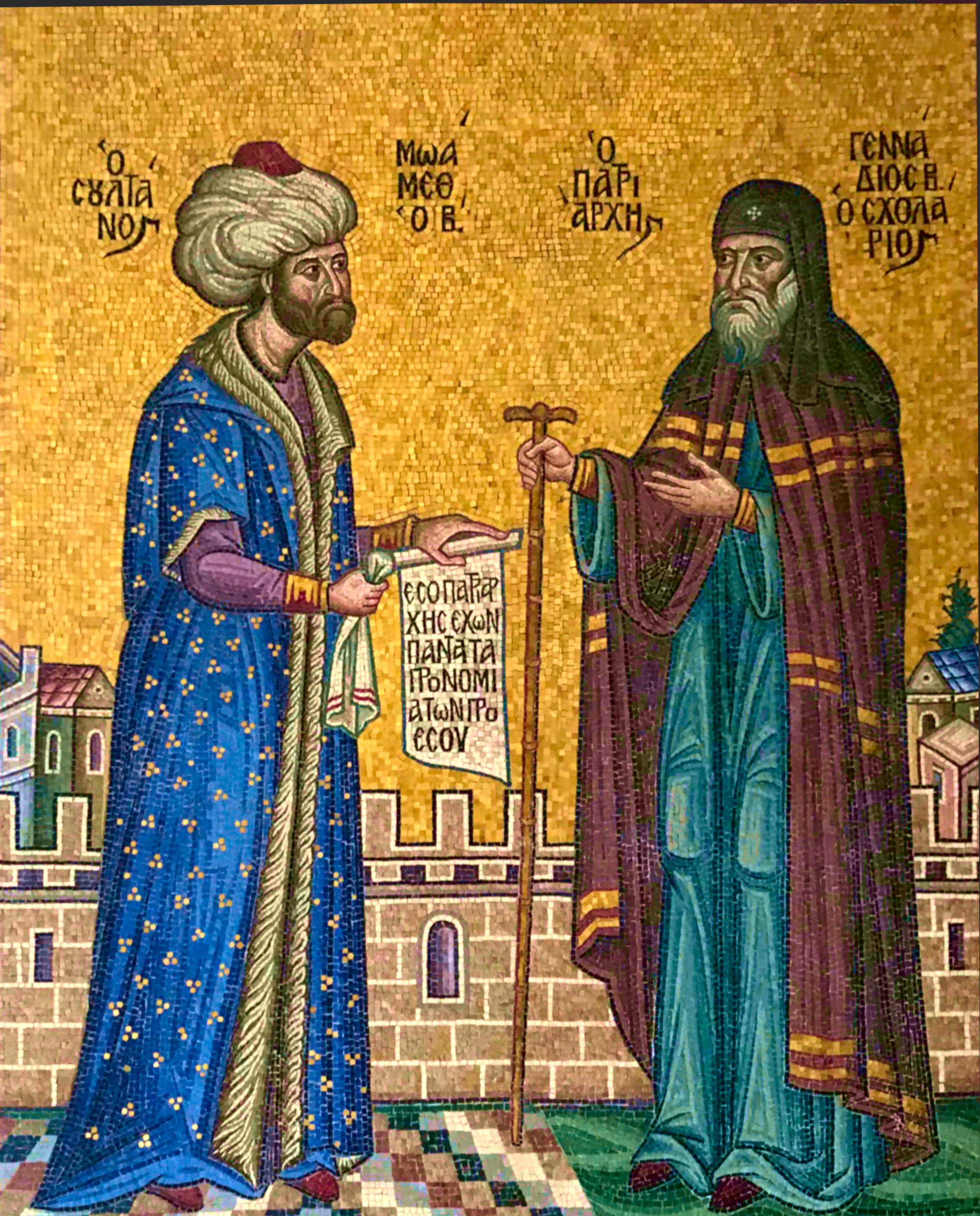
نگاره‌ای از محمد دوم و انتصاب گنادیوس دوم پاتریارک قسطنطنیه؛ سلاطین عثمانی پس از فتح قسطنطنیه در ۱۴۵۳، ادعای میراث‌داری روم را کردند و به خود لقب قیصر روم دادند.

جانشینی امپراتوری روم به تداوم، جانشینی و احیای امپراتوری روم در تاریخ اروپا حوزه مدیترانه اشاره دارد. این هدف، منعکس کنندهٔ خاطرات ماندگار قدرت و ارزشمندی امپراتوری روم در اروپا است.
چندین حکومت گوناگون، ادعای جانشینی بلافصل امپراتوری روم را کرده‌اند و از نام آن یا گونه‌ای از آن (برای مثال رومی) به عنوان توصیف گاهاً انحصاری خود استفاده کردند. با گذشت قرن‌ها و وقوع گسست‌های سیاسی بیشتر، ایده تداوم نهادی به‌طور فزاینده‌ای مورد بحث و جدل قرار گرفت. ماندگارترین و مهم‌ترین مدعیان تداوم امپراتوری روم در جهان شرق، امپراتوری عثمانی و امپراتوری روسیه بوده‌اند که هر دو مدعی جانشینی امپراتوری بیزانس پس از سقوط قسطنطنیه در ۱۴۵۳ را داشتند، و در جهان غرب، امپراتوری کارولنژی و امپراتوری مقدس روم از سال ۸۰۰ تا ۱۸۰۶ میلادی مدعی جانشینی امپراتوری روم غربی بودند.
در رابطه با هویت قومی یا ملی، ایتالیایی‌های اهل رم تا به امروز با نام ملیت «رومی» شناخته می‌شوند. جدا از ادعای تداوم، این دیدگاه که روم پایان یافته است، به کوشش‌های مختلفی برای احیای روم یا تصاحب میراث آن، به ویژه در مورد روسیه ارتدوکس، منجر شده است. اصلاحاتی چون روم اول با مرکزیت رم در ایتالیا، روم دوم با مرکزیت قسطنطنیه در بیزانس و روم سوم به پایختی مسکو در روسیه تزاری برای انتقال چنین ادعاهایی در مورد جانشینی مشروع استفاده شده است.